# Jeff Gordon
Jeffery Michael Gordon (Vallejo, 4 agosto 1971) è un pilota automobilistico statunitense, quattro volte vincitore del titolo della NASCAR Sprint Cup Series (1995, 1997, 1998 e 2001).
Dal 1992 fino al 2015 ha gareggiato nella NASCAR Sprint Cup Series, sempre nel team Hendrick Motorsports, al volante dell'auto numero 24, cifra divenuta un vero e proprio tratto distintivo dello stesso Jeff Gordon. Per un certo periodo di tempo, ha posseduto un suo team, chiamato JG Motorsports, che militava nelle Busch Series (attuale Xfinity Series), che chiuse presto i battenti a causa degli elevati costi di produzione e di ingaggio.

## Biografia

### Carriera
Gordon fu colui che divenne a tutti gli effetti il successore di Dale Earnhardt, spodestandolo dal suo trono e raccogliendone il testimone. È stato campione NASCAR quattro volte (1995, 1997, 1998 e 2001); ha vinto tre volte la Daytona 500. Il suo numero è da sempre stato il 24 e ha avuto per quasi tutta la sua carriera lo sponsor DuPont al suo fianco. Più varie le sue livree: dagli inizi al 2000, utilizzò una livrea arcobaleno con sfondo blu, ragion per cui fu soprannominato "Rainbow Warrior". In seguito, utilizzò perlopiù una livrea fiammeggiante (con il fuoco rosso e giallo) sempre su sfondo blu. Dal 2009 in avanti, la livrea "Tempesta di fiamme" divenne ancor più aggressiva, con i colori del fuoco ancor più sgargianti (e le fiamme contorniate di azzurro) e lo sfondo nero. a partire dal 2011, DuPont diventa uno sponsor secondario, sopravanzato da AARP che esclusivamente per Jeff Gordon pubblicizza il suo servizio per combattere la fame nei paesi poveri: Drive To End Hunger. Nel 2013, dopo 20 anni di solidale collaborazione, DuPont ha smesso di essere sponsor di Gordon e del team numero 24, interrompendo una delle collaborazioni sponsor/team più famose nella storia dell'automobilismo americano (oltre al sodalizio Jeff Gordon/DuPont, in NASCAR si ricordano tra tutte le collaborazioni Dale Earnhardt/GM Goodwrench e Richard Petty/STP).
Nella sua carriera ultraventennale nella NASCAR, Jeff Gordon ha ottenuto, nella sola Sprint Cup Series, ben 89 vittorie, di cui 13 in una singola stagione, quella del 1998, con le quali pareggiò il record stabilito precedentemente da Richard Petty. Attualmente, è il pilota in attività con il maggior numero di gare vinte nella Sprint Cup Series ed è al 3º posto nella classifica dei piloti con il maggior numero di vittorie di tutti i tempi.
Nei tempi in cui era soprannominato "Rainbow Warrior", Jeff Gordon aveva nella sua squadra Chad Knaus come uomo per il cambio gomme. Lo stesso Chad Knaus avrebbe poi fatto fortuna nella squadra di Jimmie Johnson quando ne divenne l'ingegnere.
Nel 2015 Jeff Gordon ha annunciato il suo ritiro dalle corse alla fine del campionato Nascar.
Alla fine della stagione 2016 sostituisce l'infortunato Dale Earnhardt jr, correndo con il numero 88, sempre per la Hendrick Motorsport.
nel 2017 ha vinto la 24 Ore di Daytona alla guida di una Cadillac DPi della Taylor Racing, in squadra con Max Angelelli, Rick Taylor e Jordan Taylor

### Altre esperienze
Ha fatto un cameo nel film New York Taxi del 2004, in Looney Tunes: Back in Action del 2003 ed ha fatto parte del cast originale di doppiatori per il film Disney/Pixar Cars 2: egli infatti ha doppiato una Chevrolet Corvette gialla, denominata Jeff Gorvette sfruttando l'assonanza tra Gordon (il suo cognome) e Corvette (il modello dell'auto da lui doppiata). Ha preso parte alla realizzazione del videogioco simulativo di guida per PlayStation 3 "Gran Turismo 5" come innovatore dell'evento speciale "Scuola Nascar con Jeff Gordon" dove spiega la storia Nascar e le tecniche di guida utilizzate.

## Palmarès
NASCAR Sprint Cup Series

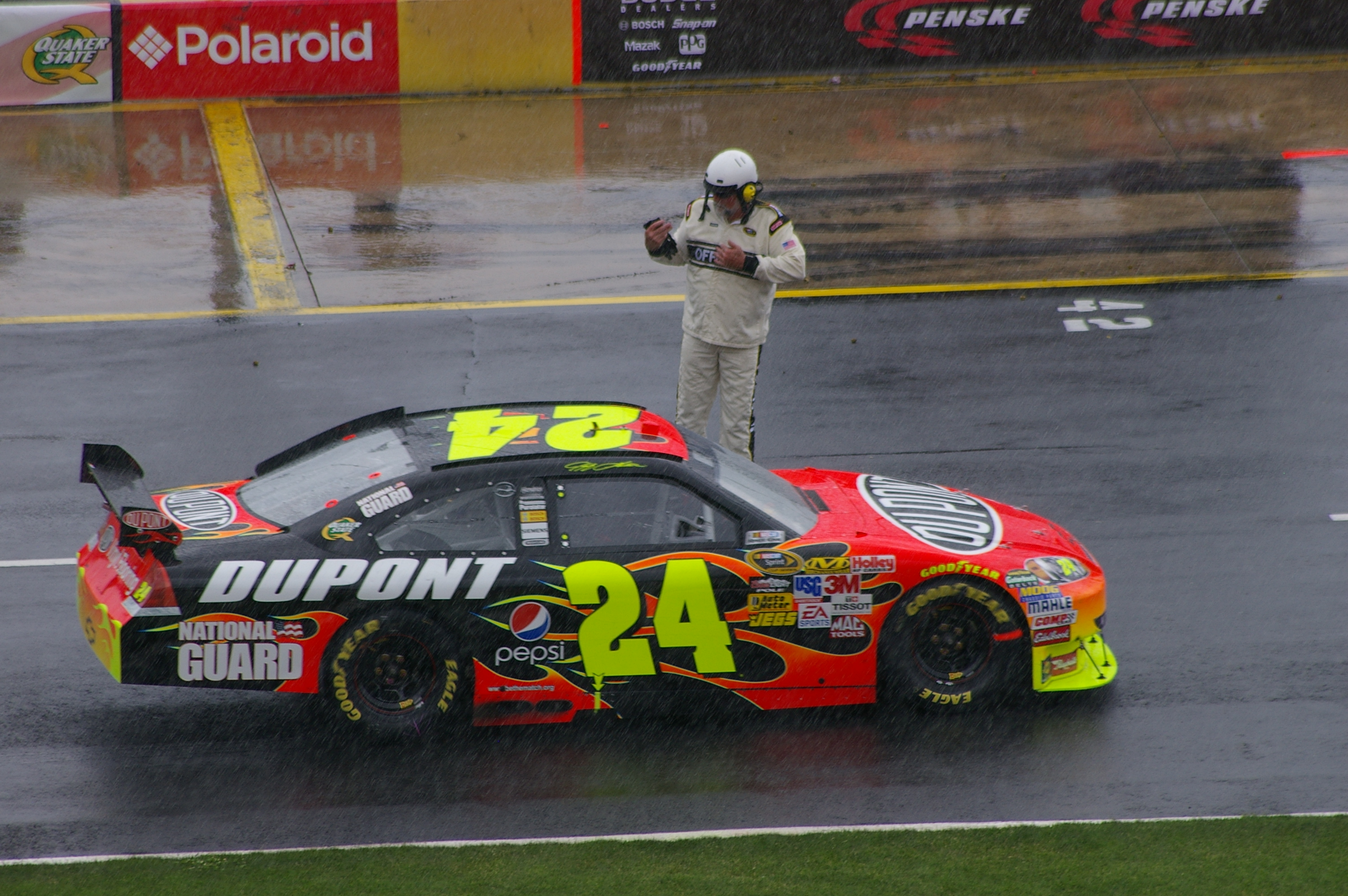
Gordon e la sua vettura #24 in una gara nel 2009

- 4 volte  nella NASCAR Sprint Cup Series (1995, 1997, 1998 e 2001)